# Ярлскуг, Сесилия
Сесилия Ярлскуг (швед. Cecilia Jarlskog, род. 1941) — шведский физик-теоретик, работающая в области физики элементарных частиц.

## Биография
Сесилия Ярлскуг получила докторскую степень по физике в 1970 г. за диссертацию по элементарным частицам в Лундском университете (тема диссертации: Leptonic weak interactions and effects of the electromagnetic interactions on decay processes). Она была профессором в Бергене (Норвегия) в 1976—1985 гг. и в Швеции в 1985—1994 гг. С 1994 г. является профессором в Лундском университете.
Сесилия Ярлскуг наиболее известна по исследованиям в области элементарных частиц, в круг её интересов входят нарушение CP-инвариантности, суперсимметрия, теории Великого объединения. Она выявила новый класс инвариантных величин в CP-нарушающих суперсимметричных моделях, которые называют инвариантами Ярлскуг. Она является автором и соавтором более 150 научных статей, среди которых Invariations of Lepton Mass Matrices and CP and T violation in Neutrino Oscillations, On the Wings of Physics, Ambiguities Pertaining to Quark-Lepton Complementarity. Сесилия была редактором нескольких научных книг, а также автором книги «Портрет Гуннара Келлена: падающая звезда физики и поэт ранней квантовой теории поля» (sv: «Portrait of Gunnar Källén: a physics shooting star and poet of early quantum field theory») о биографии и достижениях своего научного руководителя в области квантовой физики Гуннаре Челлене (Portrait of Gunnar Källén: A Physics Shooting Star and Poet of Early Quantum Field Theory).
Сесилия Ярлскуг работала в ЦЕРН в 1970—1972 гг., в 1982—1986 гг. — в Комитете по научной политике ЦЕРН, в 1998—2004 г. — советником генерального директора ЦЕРН. С 1984 г. Сесилия Ярлскуг является членом Шведской королевской академии наук, с 1997 г. — в Норвежской академии наук, а с 2005 г. — Европейской академии. С 1996 г. входит в совет попечителей Нобелевского комитета. С 1989 по 2000 гг. она была одним из членов шведского Нобелевского комитета по физике.
Является председателем совета директоров Норвежского института теоретической физики и председателем Международного союза теоретической и прикладной физики.
Сесилия Ярлскуг обладает художественным воображением, сравнивая нейтрино с вампирами, потому что у них нет отражения, и любит рисовать, нанося рисунки на бумагу разными способами, меняя их размер, форму и цвет. Это хобби, которое она сохраняет в течение продолжительного времени и говорит, что чувствует настоящую страсть к цвету: «Я люблю рисовать,…и в своих лекциях я часто раскрашиваю текст презентаций».
В одной из публикаций с характерным заголовком «Лундские физики со страстью к нейтрино» (швед. Lundafysiker med passion för neutriner) о Сесилии Ярлскуг, приводятся её слова: «Самое красивое, что я сделала — это математическая формула, содержащая 14 членов в одном и том же уравнении. Я бы хотела, чтобы она была на моей надгробной плите!». Вопреки распространённому мнению, она считает, что в науке достаточно найти то, чего ещё никто не находил прежде, например, новые типы частиц или новый метод их нахождения, и для этого не нужен исключительно высокий IQ.

## Награды и звания
- Почётный профессор в трёх университетах Китая.
- Почётная степень Университетского колледжа Дублина.
- 1998 — 2004 советник генерального директора CERN по государствам-членам.
- 1989 — 2000 Нобелевский комитет по физике.
- 1998 — 2004 советник генерального директора CERN по государствам-членам.
- 1984 член Шведской академии наук.
- 1987 Член Норвежской академии наук.
- 1996 Член Попечительского совета Нобелевского фонда.
- 2005 Член Академии Европы[8].
- В 2019 г. была награждена Орденом Серафимов 8-го разряда за исследования в области теоретической физики, особенно физики элементарных частиц[9].